# HSPA12A
HSPA12A‏ (None) هوَ بروتين يُشَفر بواسطة جين HSPA12A في الإنسان.